# Echinopodium cekalovici
Echinopodium cekalovici är en tvåvingeart som beskrevs av Duret 1976. Echinopodium cekalovici ingår i släktet Echinopodium och familjen svampmyggor. Inga underarter finns listade i Catalogue of Life.